# Hrebniccy herbu Ostoja

Herb Ostoja, wersja średniowieczna

Herb Nalewka. Według Niesieckiego, Uruskiego i Kojałowicza takim herbem mieli pieczętować się Hrebniccy.

Hrebniccy (także Doktorowicz-Hrebniccy) – ród szlachecki pieczętujący się herbem Ostoja, należący do heraldycznego rodu Ostojów (Mościców), wywodzący się z Wielkiego Księstwa Litewskiego.

## Początki rodu Hrebnickich herbu Ostoja

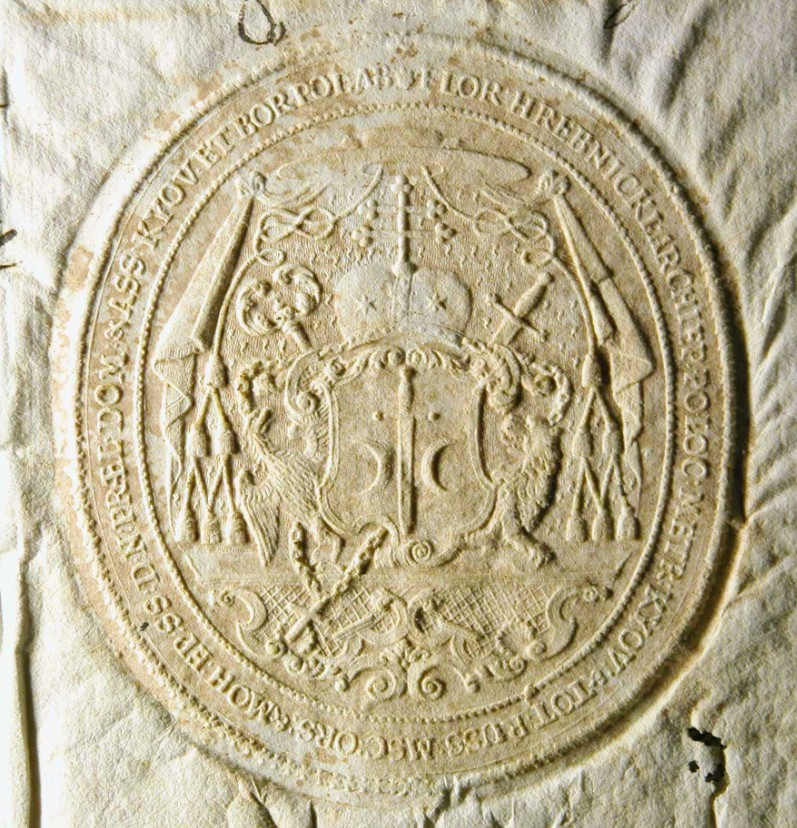
Herb Ostoja na pieczęci z 1751 r. Floriana Hrebnickiego, arcybiskupa połockiego

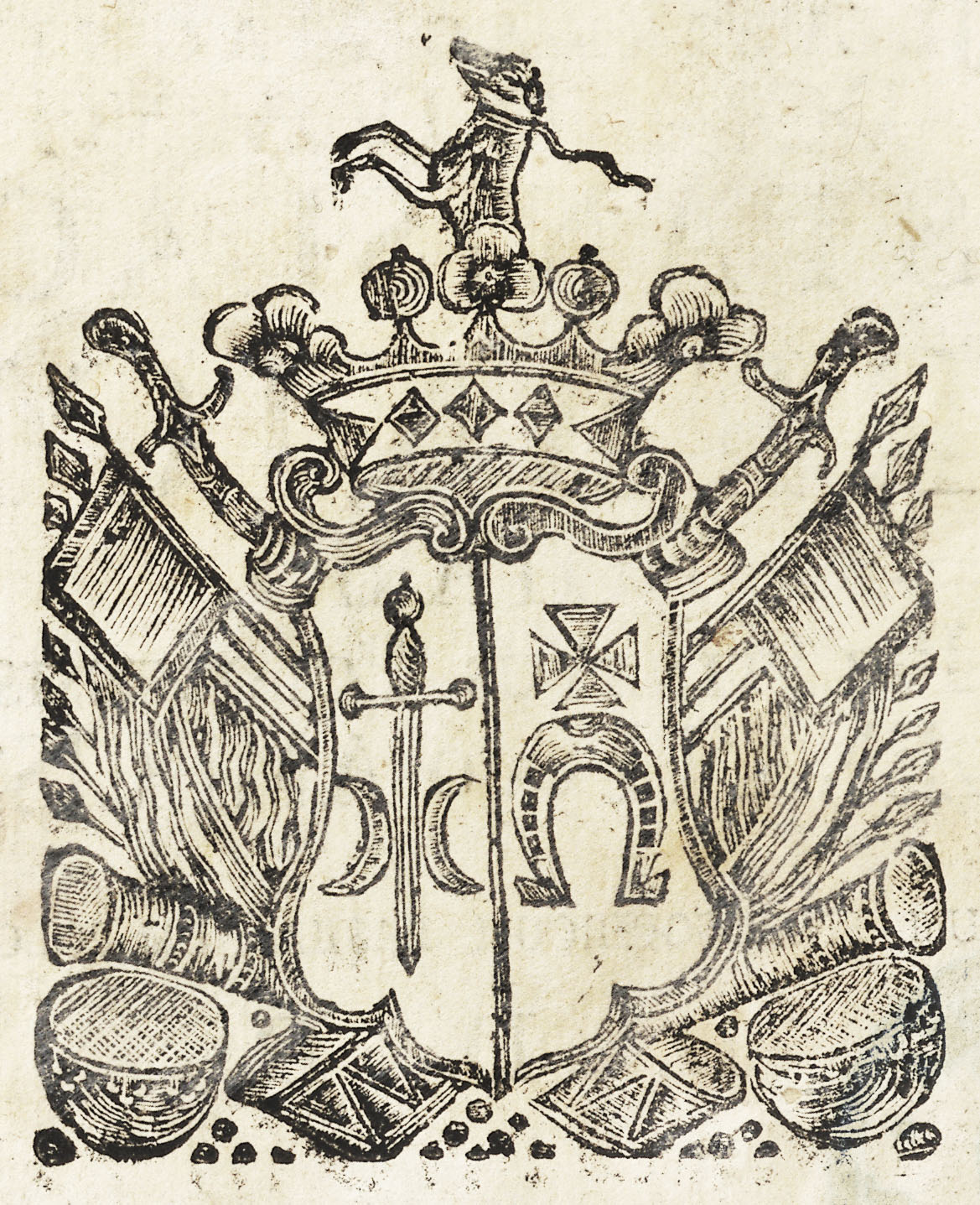
Herb złożony Stanisława Hrebnickiego h. Ostoja, pisarza grodzkiego połockiego i jego żony Konstancji z Pakoszów h. Pobóg (na tarczy tego herbu widoczne są godła herbów: Ostoja i Pobóg).

Hrebniccy byli opisywani i wspominani przez polskich heraldyków i genealogów: Kaspra Niesieckiego, Adama Bonieckiego, Seweryna Uruskiego, Teodora Żychlińskiego i innych. Według Niesieckiego, Uruskiego i Kojałowicza Hrebniccy mieli pieczętować się herbem Nalewka. Z kolei tacy heraldycy jak Boniecki czy Żychliński uważali, że ród ten używał herbu Ostoja (o słuszności ich stanowiska świadczą niezawodnie pieczęcie Floriana Hrebnickiego, arcybiskupa połockiego, na których wyraźnie widoczny jest herb Ostoja a nie Nalewka).
O początkach rodu Hrebnickich pisał Teodor Żychliński:

Pierwotnym ich mianem była nazwa Doktorowicz, której dotąd używają jako przydomka, a które od dóbr Hrebnicy w woj. witebskim położonych, zamienili w końcu XVI w. na nazwę Hrebnickich. W tym to czasie przybył na Ruś z Korony szlachcic Jakub Doktorowicz i oprócz Hrebnicy nabył w Witebskim dobra Syrniewo, Hankowo i Ostrowno.

Potwierdzenie wersji Żychlińskiego o pochodzeniu Hrebnickich znaleźć można w „Herbarzu polskim” Adama Bonieckiego, gdzie napisano:

Hrebniccy w województwie połockiem. Dawniejsi heraldycy jak Niesiecki i Kajałowicz przypisują im herb Nalewkę, gdy obecnie żyjący Hrebniccy używają Ostoi. Jakub Doktorowicz nabył Hrebnicę, Hankowo i inne dobra w województwie witebskiem i potomstwo jego Hrebnickiemi się nazwało..

Dr. Jan Ciechanowicz w dziele „Rody rycerskie Wielkiego Księstwa Litewskiego” zacytował fragmenty wywodu szlacheckiego Hrebnickich herbu Ostoja z 28 lipca 1825 roku:

Jakub Doktorowicz, około roku 1500 z Korony w ruskie przeniósł się kraje i tu dobra dziedziczne w województwie witebskim sytuowane Szyrniew i Hanków possydując, pojąwszy w dozgonne towarzystwo życia swojego pannę Karolinę Łuniewską, z nią wspólnie nabył majętność od Bohdana Romanowicza i oną od imienia swojego Hrebnicą nazwał, która i dotąd tak się nie przestała mianować, a za dawne rycerskie dzieła w czasie różnych wypraw wojennych za królów polskich Zygmunta Augusta i Stefana Batorego majętność Ostrowno przez przywilej Zygmunta Augusta sobie konferowany otrzymał; w pożyciu zaś swoim ze wspomnianą małżonką wydał na świat synów czterech: Jana, Bartosza, Eliasza i Mikołaja oraz córkę Eudocję.

## Znani przedstawiciele rodu

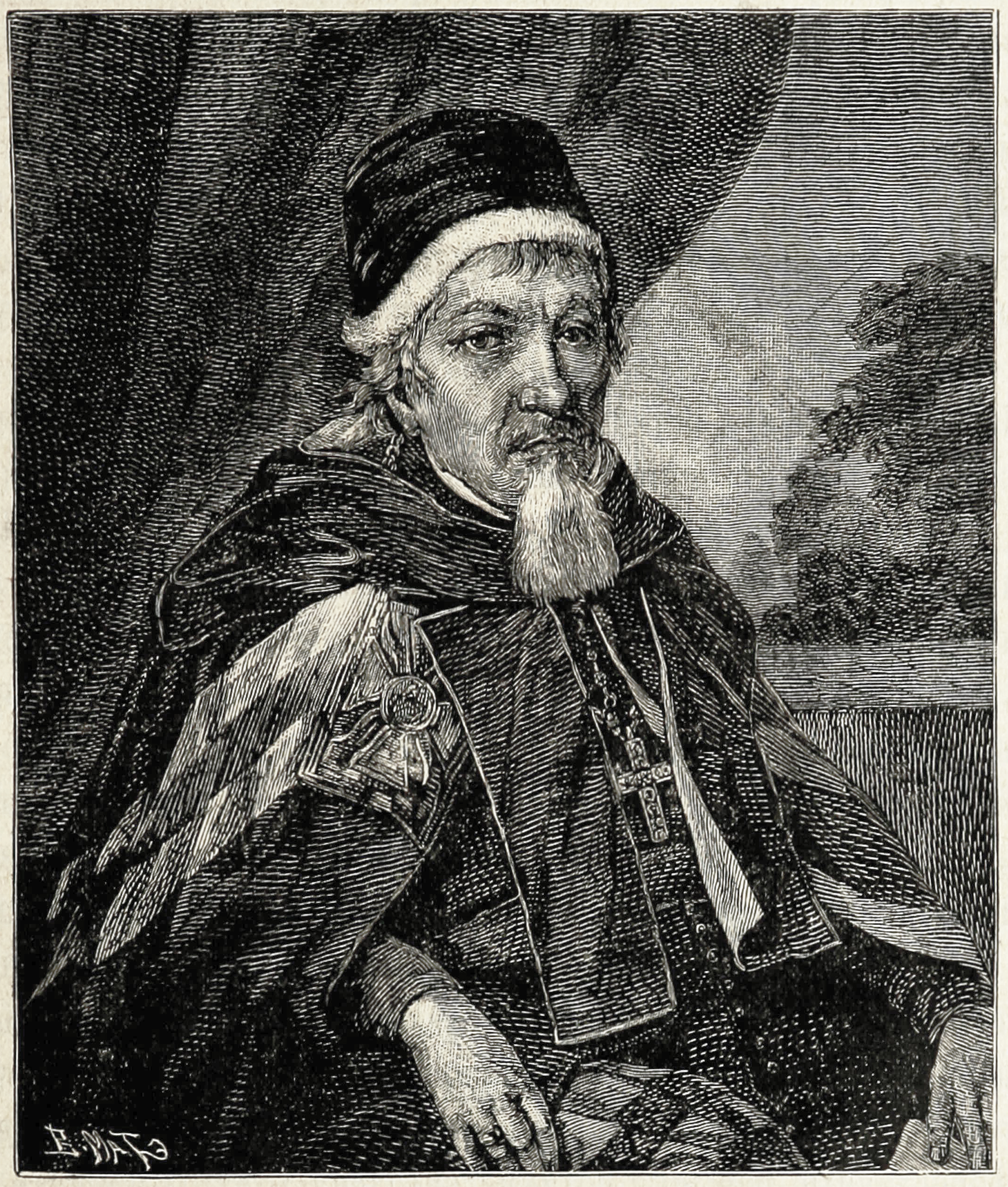
Florian Hrebnicki (1683-1762), arcybiskup połocki

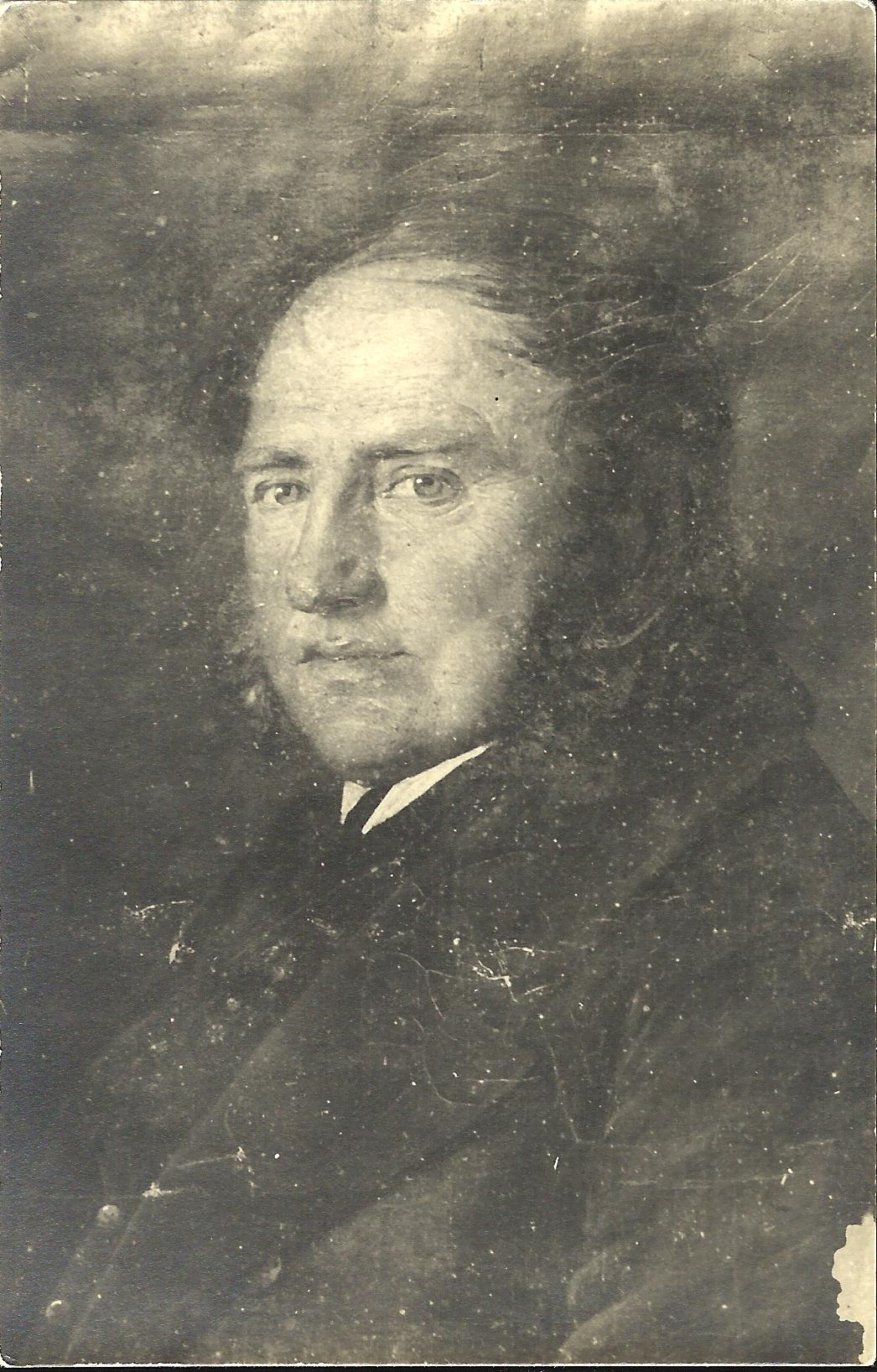
Stanisław Doktorowicz-Hrebnicki, marszałek szlachty powiatu połockiego w latach 1821–1823

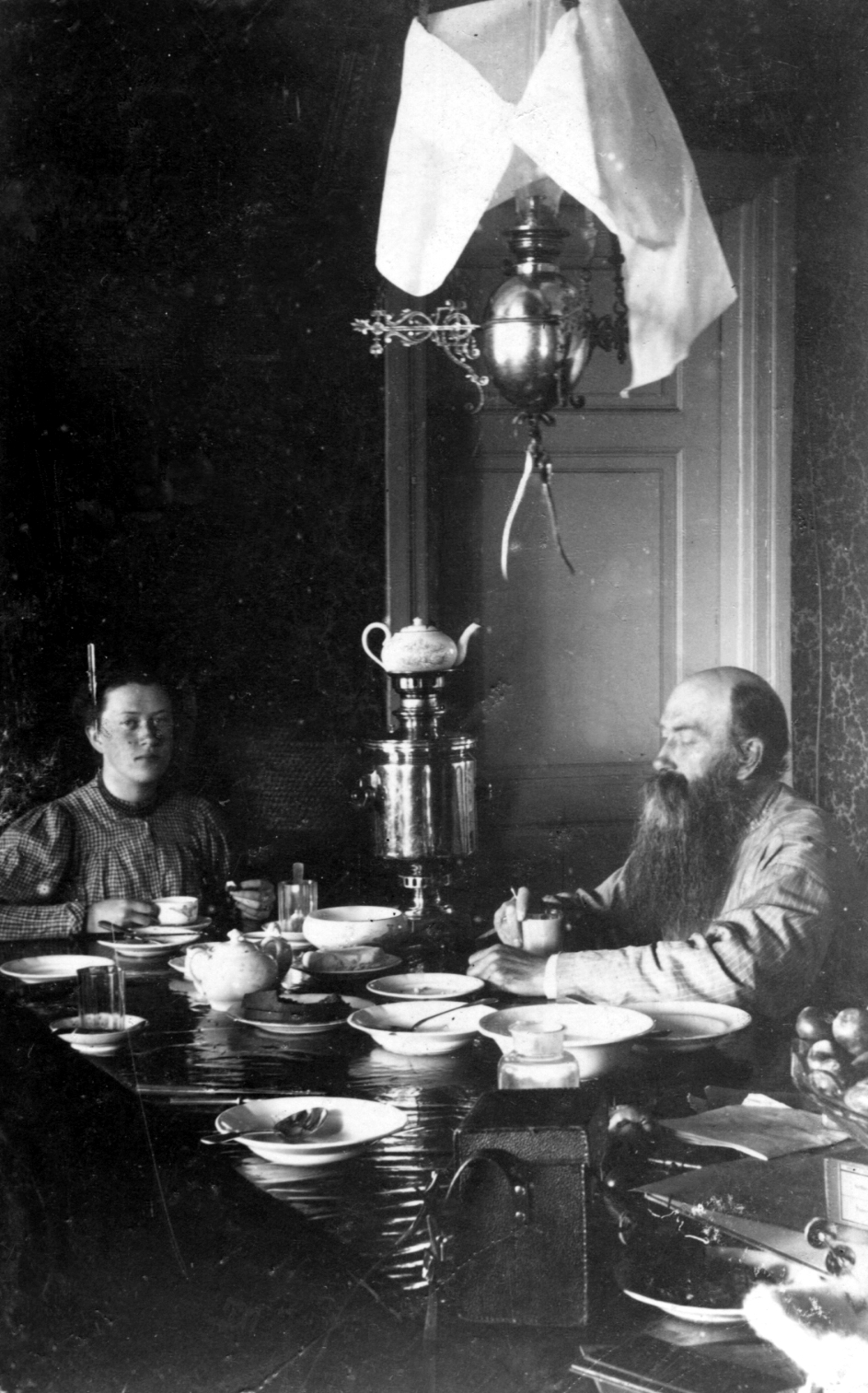
Prof. Adam Hrebnicki z córką Marią w Obolu (1908 rok)

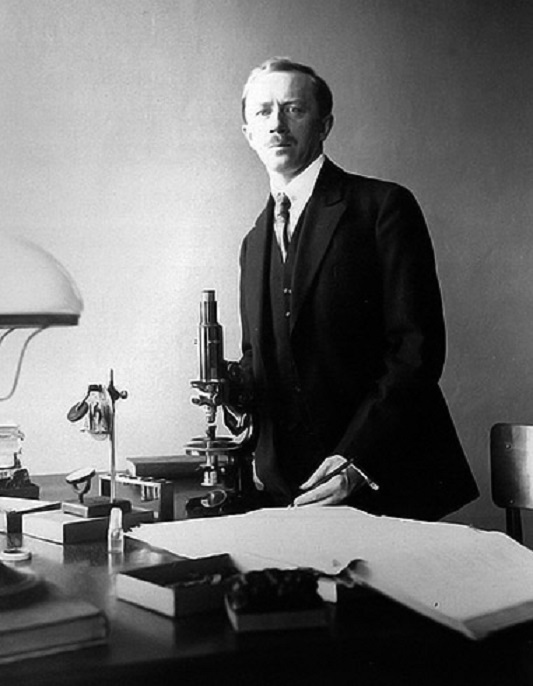
Stanisław Doktorowicz-Hrebnicki (1888–1974), profesor nauk geologicznych

- Jakub Doktorowicz (zm. po 1598) – właściciel Hrebnicy, Hankowa[7], Szyrniewa i Ostrowna w województwie witebskim. Jego Małżonką była Karolina Łuniewska h. Prawdzic[6].

- Adrian Hrebnicki (zm. po 1663) – kwatermistrz witebski. Był synem Jana Hrebnickiego. Jego małżonką była Marianna z Pypków[9].

- Kazimierz Aleksander Doktorowicz-Hrebnicki (zm. przed 1673) – wojski połocki (1659–1662), cześnik połocki (1668–71), towarzysz husarski (1659). Był synem Mikołaja Hrebnickiego, pana na Obolu i Anny Wojnianki. Jego małżonką była Barbara Chrapowicka.

- Jan Hrebnicki (zm. 1677) – strażnik witebski. Syn Jana Hrebnickiego i Polonii Starosielskiej[7]. Zmarł w niewoli moskiewskiej[6].

- Michał Kazimierz Doktorowicz-Hrebnicki (zm. 1698) – skarbnik połocki (1664–1688), podstoli witebski (1688), elektor króla Jana III Sobieskiego. Był synem Kazimierza Aleksandra Doktorowicz-Hrebnickiego, wojskiego połockiego i Barbary Chrapowickiej.

- Adam Hrebnicki (zm. po 1721) – mostowniczy połocki (1720-1721)[10].

- Antoni Hrebnicki (zm. po 1734) – skarbnik witebski (1726)[11]. Był synem Michała Hrebnickiego, skarbnika połockiego. Ożenił się z Jadwigą Szpakowską[12].

- Franciszek Hrebnicki (zm. po 1747) – miecznik brasławski. Jego małżonką była Eleonora Zakrzeska[13].

- Felicjan Hrebnicki (zm. po 1758) – podstoli smoleński (1720–1758)[14], deputat trybunalski (1720)[15]. Ożeniony był z Justyną Sopoćkówną[16].

- Florian Hrebnicki (1683–1762) – duchowny greckokatolicki, sufragan witebski (1716–1719), arcybiskup połocki, metropolita kijowski (od 1748). Syn Michała Kazimierza Hrebnickiego, skarbnika połockiego, właściciela dóbr Obol.

- Benedykt Hrebnicki (zm. II poł. XVIII w.) – miecznik brasławski[17]. Według Żychlińskiego był synem Franciszka Hrebnickiego[18].

- Stanisław Doktorowicz-Hrebnicki (zm. 1775) – pisarz grodzki połocki, elektor króla Stanisława Augusta. Był synem Antoniego Hrebnickiego i Jadwigi Szpakowskiej[19].

- Jan Feliks Hrebnicki (1750–1787) – podpułkownik artylerii (1781), następnie generał wojsk litewskich. Był synem Antoniego Urbana Hrebnickiego, starosty miciuńskiego i Anny z Korsaków. Ożenił się z Konstancją Białłozor.

- Ignacy Hrebnicki (zm. po 1792) – ksiądz kanonik smoleński. Syn Antoniego Hrebnickiego, starosty miciuńskiego i Anny Korsakówny[15]. Był doktorem nauk wyzwolonych i filozofii w Akademii Wileńskiej. Rozpowszechniał kult św. Andrzeja Boboli[20].

- Adam Hrebnicki (zm. 1796) – horodniczy połocki (1751–1791), podkomorzy nadworny JKM (1772)[21]. Był synem Antoniego Hrebnickiego, skarbnika witebskiego i Jadwigi ze Szpakowskich[12].

- Mikołaj Hrebnicki (zm. po 1799) – pisarz grodzki połocki (1774–1775), strażnik połocki (1757-1799), towarzysz husarski, komisarz porządkowy cywilno-wojskowy (1791).

- Dionizy Hrebnicki (1760–1800) – horodniczy połocki (1791–1800), szambelan JKM[22]. Był synem Mikołaja Hrebnickiego i Franciszki Szyszkówny. Jego małżonką była Anna z Koszczyców, starościanka zarzycka[12][22].

- Józef Doktorowicz-Hrebnicki (zm. 1820) – marszałek szlachty powiatu połockiego, szambelan JKM, sędzia drugiego departamentu sądów głównych połockich[12]. Syn Stanisława Hrebnickiego, pisarza grodzkiego połockiego i Konstancji Pakoszówny[19].

- Stanisław Doktorowicz-Hrebnicki (zm. po 1824) – marszałek szlachty powiatu połockiego. Syn Józefa Hrebnickiego, marszałka szlachty powiatu połockiego, szambelana JKM. Jego małżonką była Teresa Makowiecka[12][19].

- Mikołaj Hrebnicki (1791–1866) – marszałek szlachty powiatu witebskiego. Był synem Dionizego Hrebnickiego, horodniczego połockiego i Anny z Koszczyców. Jego małżonką była Paulina z ks. Druckich-Lubeckich[12].

- Justyn Hrebnicki (1793–1868) – marszałek szlachty powiatu lepelskiego, kapitan wojsk polskich (1833–1835)[23]. Był synem Dionizego Hrebnickiego i Anny z Koszczyców. Jego małżonką była Tekla Górska[24]. Należał do działającego na Litwie Komitetu. Za wspieranie finansowe Szymona Konarskiego, wyrokiem z maja 1839 roku, został zesłany na „wieczne zamieszkanie” do guberni wiackiej[25].

- Otto Hrebnicki (1829–1863) – powstaniec styczniowy. W roku 1863 dowodził oddziałem powstańczym, za co skazany został na 6 lat ciężkich robót[26]. Był synem Mikołaja Hrebnickiego, marszałka szlachty powiatu witebskiego i Pauliny z ks. Druckich-Lubeckich[12].

- Adam Doktorowicz-Hrebnicki (1858–1941) – polski botanik, profesor ogrodnictwa w Petersburgu. Syn Stanisława i Konstancji z domu Samiszcze.

- Stanisław Doktorowicz-Hrebnicki (1888–1974) – polski geolog oraz inżynier górniczy, profesor, specjalista geologii złóż węgli oraz stratygrafii karbonu. Syn Adama Hrebnickiego. Dziadek Andrzeja Rejmana.

- Kazimierz Doktorowicz-Hrebnicki (1922–1944) – żołnierz Armii Krajowej, uczestnik powstania warszawskiego[27]. Był synem Stanisława Hrebnickiego i Małgorzaty z Rodziewiczów[28].

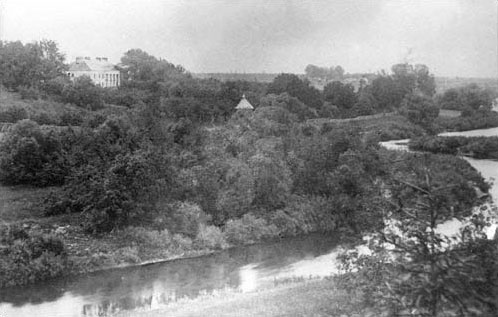
Panorama dóbr Obol z widocznym w oddali pałacem Hrebnickich (1890 rok).
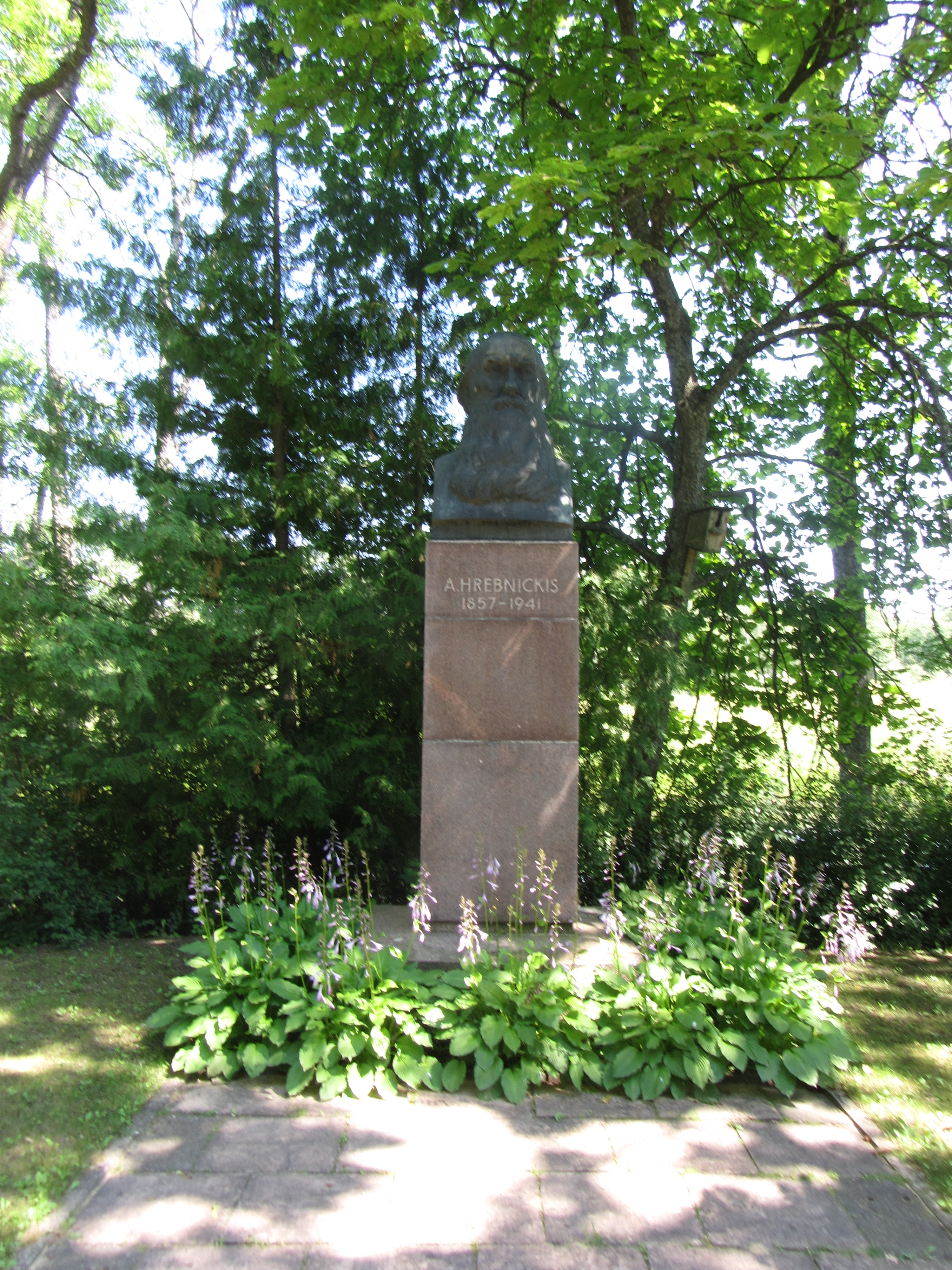
Pomnik Adama Hrebnickiego w Raju na Litwie.
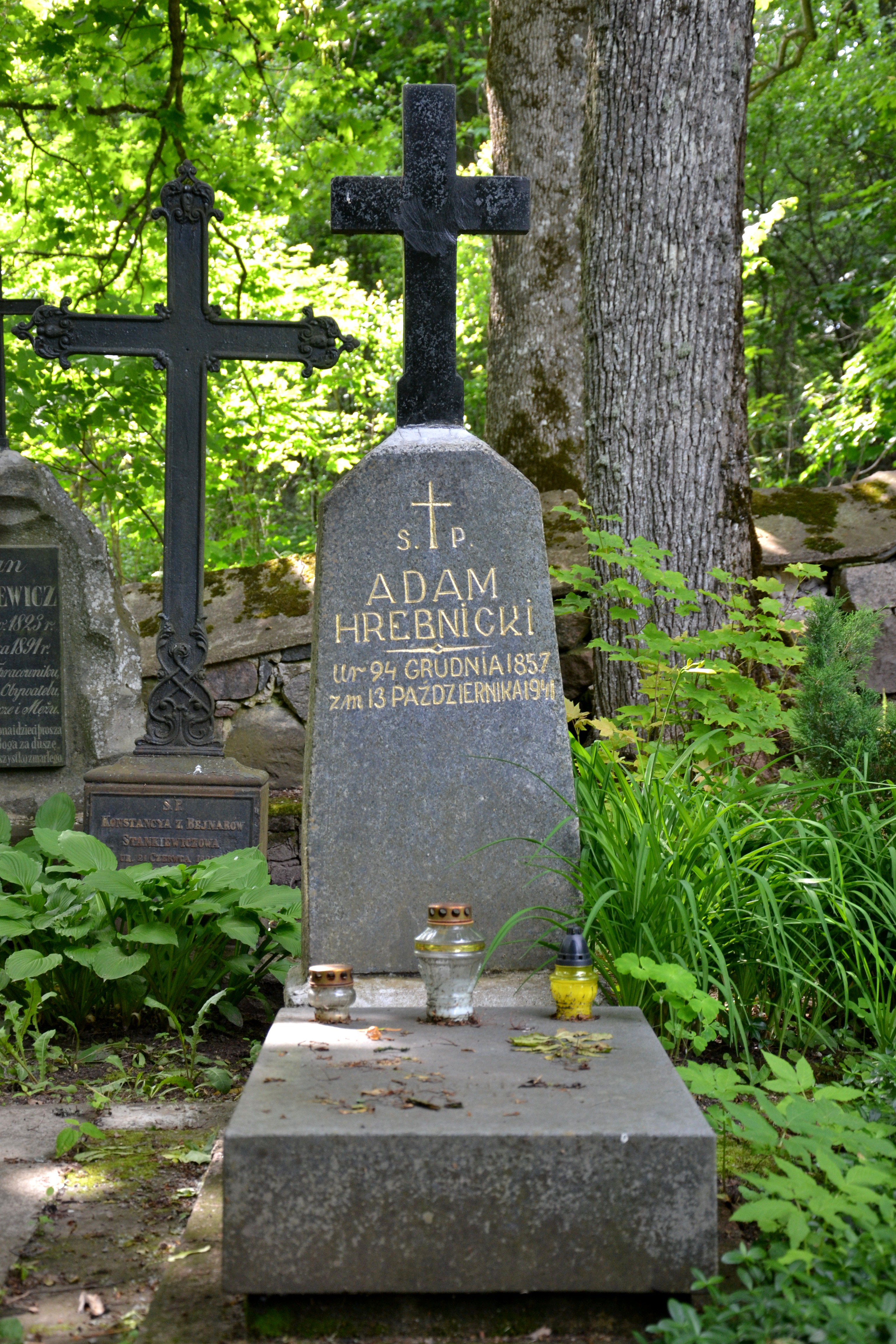
Pomnik nagrobny Adama Hrebnickiego na cmentarzu w Duksztach na Litwie.
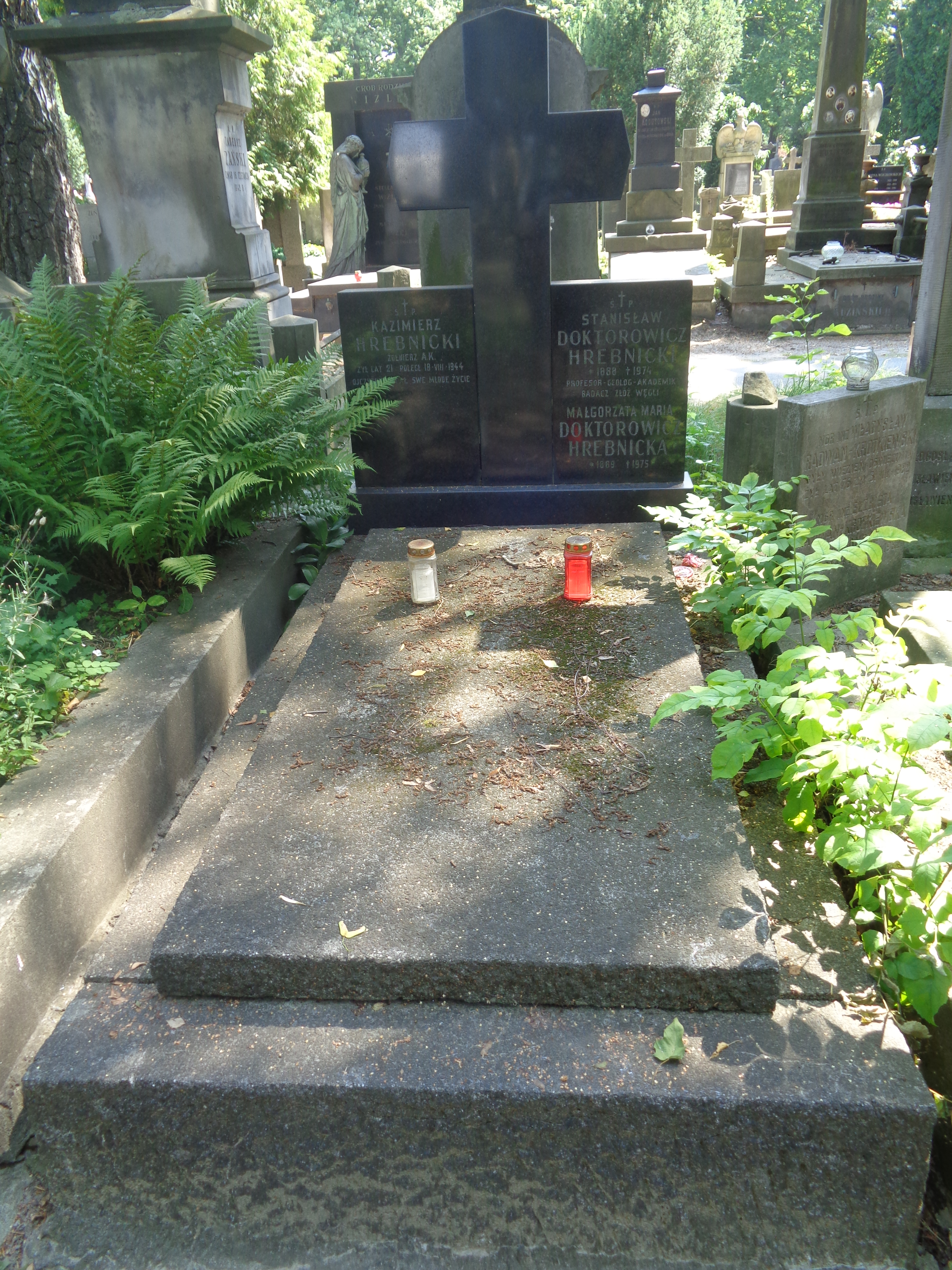
Pomnik nagrobny Hrebnickich na cmentarzu Powązkowskim w Warszawie.

## Majątki ziemskie należące do rodu
Poniżej wymienione są ważniejsze dobra ziemskie należące do rodu Hrebnickich herbu Ostoja.
- Hrebnica, Hankowo[7], Szyrniewo, Ostrowno[6][29], Obol[30], Adamów (folwark), Budzwitowszczyzna, Dziedzino, Horodek, Lepel (wieś), Uścia[31], Łutowo, Orzechowno[32][33], Ciotcza[34], Huszczyn, Kurszliki (dziś Kuszliki), Muszniewicze, Plutycze[35], Justynianów, Papszyce, Michalce[36], Nacza Hołubiewszczyzna[37], Nacza Szpakowszczyzna[38], Nizhołów[39], Osinówka[40], Paule[41], Peresmuszki[42], Pirewołoczka[43], Pirewołocznia[44], Popowszczyzna[45], Przesmuszka[46], Przewłoczna[47], Raj (folwark)[48][34], Sklapów[49], Sokorów[50], Stajki[51], Staniulewo[52], Strunojcie[53], Szczurów[54], Terespol (dawniej Krynki)[55], Zadory[12], Zaleski[56].

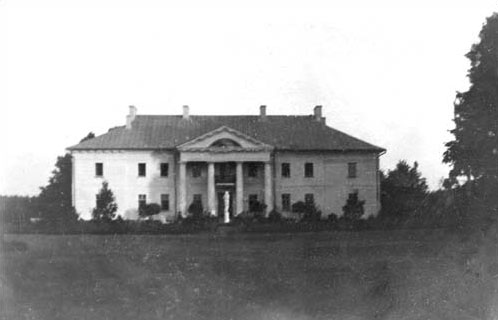
Pałac Hrebnickich w Obolu (około 1890 rok).
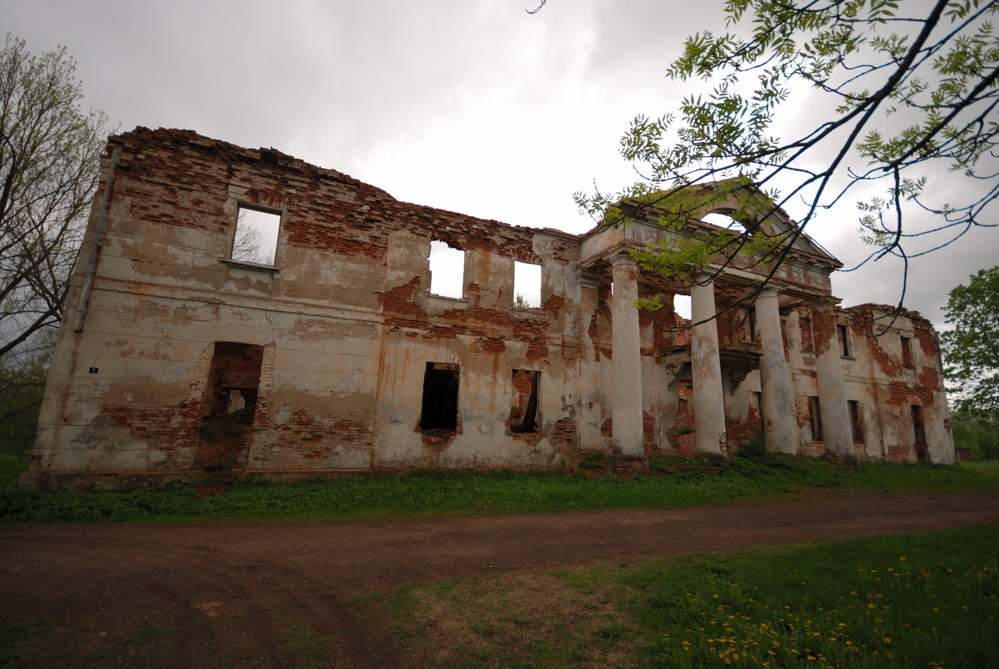
Ruiny pałacu Hrebnickich w Obolu (2012 rok).
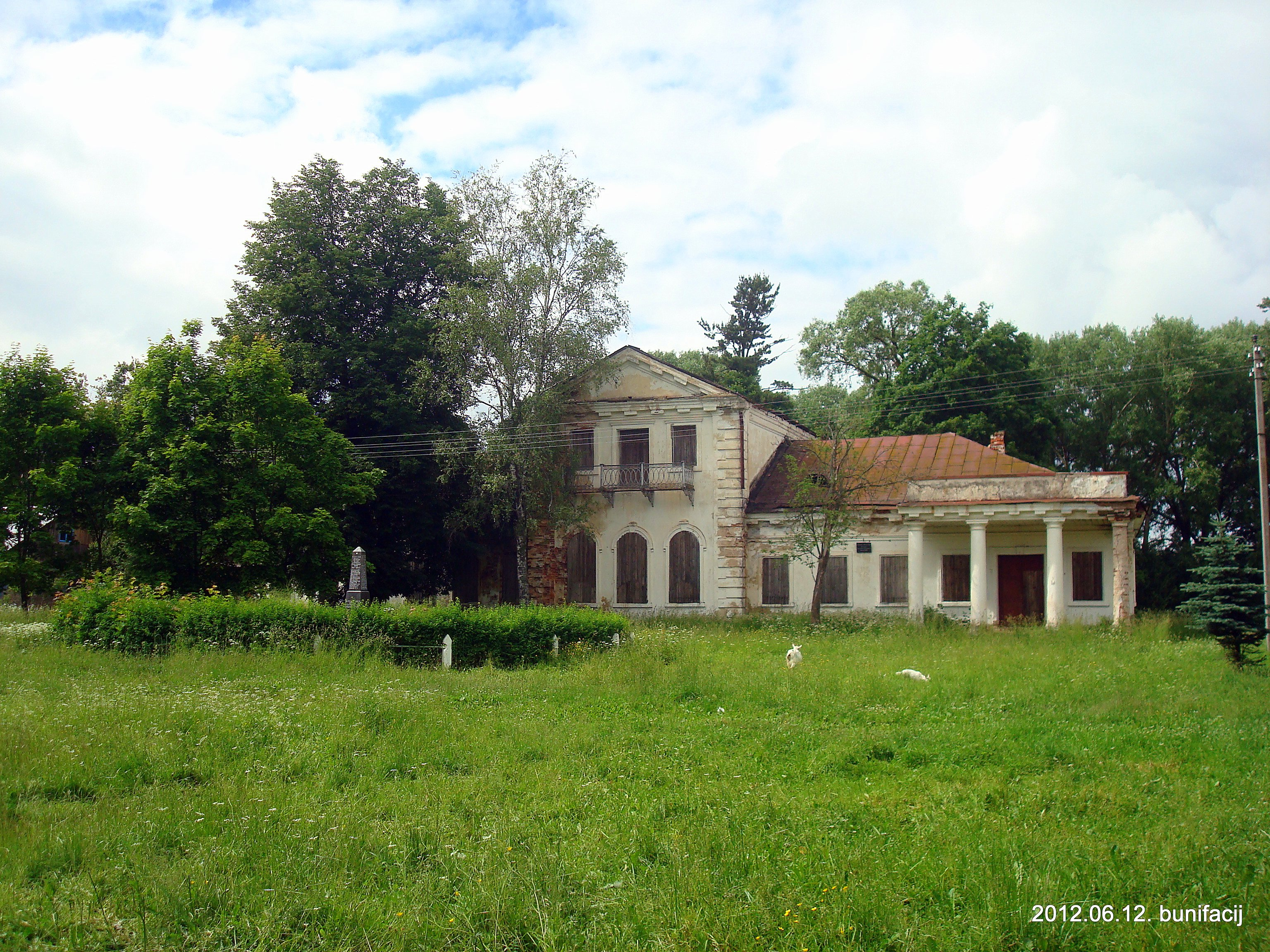
Dwór Hrebnickich w Orzechownie.
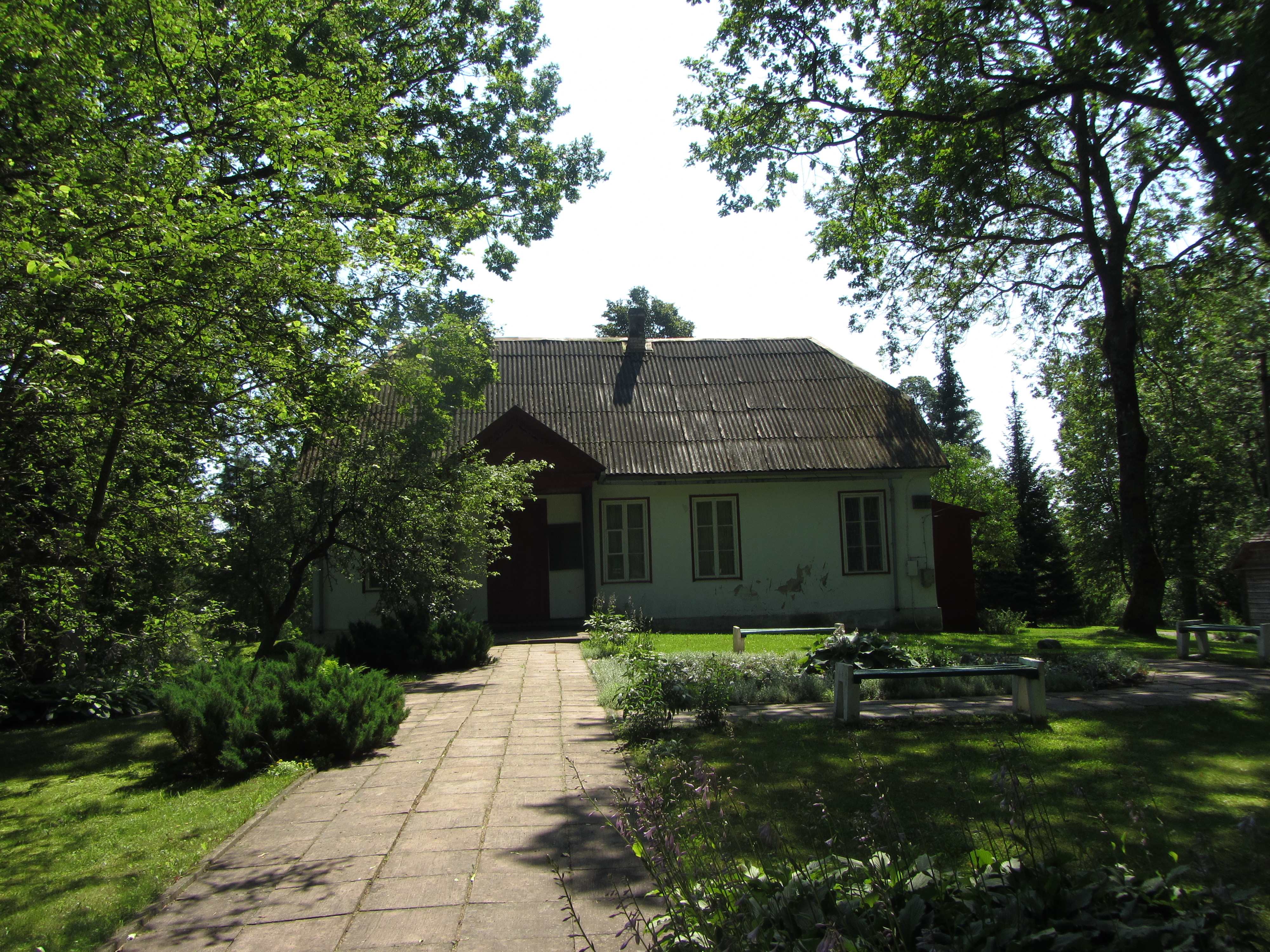
Dworek w Raju, obecnie Muzeum pamięci profesora Adama Hrebnickiego.